# Derrick O'Connor
Derrick O'Connor, né le 3 janvier 1941 à Dublin, au Comté de Dublin, en (Irlande), et mort le 29 juin 2018 à Santa Barbara, en Californie, aux  (États-Unis) d'une pneumonie, est un acteur irlando-américain.

## Biographie
Derrick O'Connor est connu pour avoir joué des petits rôles dans plusieurs films de Terry Gilliam (Jabberwocky, Bandits, bandits, Brazil) et pour son rôle du gangster sud-africain, Pieter Vorstedt dans L'Arme fatale 2 de Richard Donner, où il affronte Mel Gibson en combat singulier.  
Il joue aussi dans : Les Décimales du futur, Bloody Kids, Hope and Glory, Drôle de missionnaire, Le Patchwork de la vie, Un cri dans l'océan, La Fin des temps, Daredevil, Pirates des Caraïbes : Le Secret du coffre maudit et The Blue Hour.
A la télévision, il participe aux séries Alias et Monk.
Il meurt le 29 Juin 2018, d'une pneumonie. 

## Filmographie
- 1974 : Les Décimales du futur (The Final Programme) de Robert Fuest : Frank Cornelius
- 1977 : Jabberwocky de Terry Gilliam
- 1979 : Bloody Kids : détective Ritchie
- 1980 : Hawk the Slayer : Ralf
- 1981 : Bandits, bandits de Terry Gilliam : Robber Leader
- 1982 : Drôle de missionnaire (The Missionary) : Gym Trainer
- 1985 : Brazil de Terry Gilliam : Dowser
- 1987 : Hope and Glory de John Boorman : Mac
- 1989 : Dealers : Robby Barrell
- 1989 : L'Arme fatale 2 (Lethal Weapon 2) de Richard Donner : Pieter 'Adolph' Vorstedt
- 1993 : Stark : Zimmerman
- 1995 :  Le Patchwork de la vie : Dean
- 1998 : Un cri dans l'océan (Deep Rising) de Stephen Sommers : capitaine Atherton
- 1999 : La Fin des temps (End of Days) de Peter Hyams : Thomas Aquinas
- 2001 : Alias (série télévisée, 4 épisodes) : Alexander Khasinau
- 2003 : Daredevil de Mark Steven Johnson : Père Everret
- 2006 : Unrest : Dr Walter Blackwell
- 2006 : Monk (série télévisée, saison 4 épisode 13) : Inspector St. Clare
- 2006 : Pirates des Caraïbes : Le Secret du coffre maudit (Pirates of the Caribbean : Dead Man's Chest) de Gore Verbinski : le vieil homme
- 2006 : La Flûte enchantée : un spectateur
- 2007 : The Blue Hour d'Eric Nazarian : Humphrey